# Croatia Open Umag 2003
Il Croatia Open Umag 2003 è stato un torneo di tennis giocato sulla terra rossa. È stata la 14ª edizione del Croatia Open Umag, che fa parte della categoria International Series nell'ambito dell'ATP Tour 2003. Si è giocato all'International Tennis Center di Umago, Croazia, dal 21 al 27 luglio 2003.

## Campioni

### Singolare
Carlos Moyá ha battuto in finale  Filippo Volandri con il punteggio di 6–4, 3–6, 7–5

### Doppio
Álex López Morón /  Rafael Nadal hanno battuto in finale  Todd Perry /  Thomas Shimada con il punteggio di 6–1, 6–3